# 쓰촨 대왕판다 서식지
쓰촨 대왕판다 서식지(중국어: 四川大熊猫栖息地)는 중화인민공화국 쓰촨성에 위치한 세계 자연 유산으로, 멸종 위기에 있는 대왕판다의 30% 가량이 이곳에 서식하는 것으로 알려져 있다.

## 개요
면적은 9,245km2로, 중화인민공화국 쓰촨 성 아바 티베트족 창족 자치주·야안 시·청두시에 두루 걸쳐 있다. 총라이 산맥과 제진 산맥 사이에 위치해 있으며 대왕판다 외에도 레서판다, 눈표범 및 구름표범 같은 다른 멸종 위기종의 중요한 보호지역이기도 하다. 서식지 내부는 실제 대왕판다가 생활하는 공간인 '자연 보호구' 7곳과 유원지인 '풍경 명칭구' 9곳으로 나뉘어 있다. 보호구의 삼림에는 식물학적으로 매우 풍부한 생태계가 보호 유지되고 있으며 5,000~6,000종의 식물이 서식하는 것으로 보고되었다. 또한 신생대 제3기의 열대우림과 비슷한 환경으로 주목받고 있다.

## 같이 보기
- 중국의 세계유산
- UNESCO